# Liste der Monuments historiques in La Ménitré
Die Liste der Monuments historiques in La Ménitré führt die Monuments historiques in der französischen Gemeinde La Ménitré auf.

## Liste der Bauwerke
| Bezeichnung             | Beschreibung              | Standort                | Kennzeichnung | Schutzstatus | Datum | Bild |
| ----------------------- | ------------------------- | ----------------------- | ------------- | ------------ | ----- | ---- |
| Kirche St-Jean-Baptiste | Erbaut 1837               | (Lage)                  | PA00109450    | Inscrit      | 1992  |      |
| Herrenhaus              | Erbaut im 15. Jahrhundert | 3, rue du Manoir (Lage) | PA00109182    | Inscrit      | 1928  |      |

## Liste der Objekte
- Monuments historiques (Objekte) in La Ménitré in der Base Palissy des französischen Kultusministeriums